# Königreich Kent

Die angelsächsischen Königreiche zu Beginn des 9. Jahrhunderts: Kent (gelb) im Südosten

Das Königreich Kent (altenglisch Cantaware Rīce) war eines der sieben traditionellen Königreiche aus der Zeit der angelsächsischen Heptarchie in England.

## Lage
Das Königreich Kent entsprach etwa der heutigen Grafschaft Kent, umfasste aber zeitweilig auch die östlichen Teile von Surrey und vermutlich auch Teile von Sussex. Im Tribal Hidage wurde seine Größe mit 15.000 Hides angegeben. Es war damit das drittgrößte angelsächsische Reich seiner Zeit. Es grenzte an die benachbarten Königreiche Essex, Sussex und Wessex. Der Name stammt vom keltischen Volksstamm der Cantiaci, welcher in römischer Zeit in der Region mit dem Hauptort Canterbury ansässig war.

## Geschichte

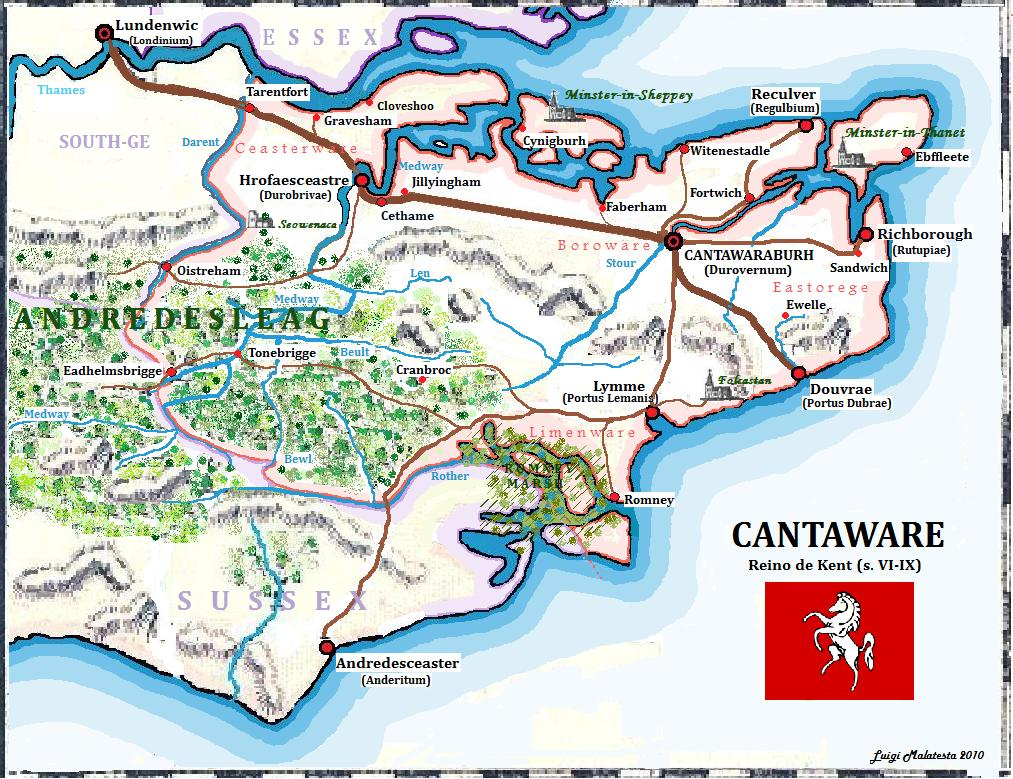
Kent in angelsächsischer Zeit

### Frühphase
Archäologische Funde aus dem späten 4. Jahrhundert weisen auf germanische Siedler hin, die vermutlich als römische Foederaten oder Söldner ins Land gekommen waren. Die Siedler wurden von Beda Venerabilis als Jüten bezeichnet, entstammten aber zum Teil auch anderen Stämmen. Auch archäologische Funde aus Gräbern des 5. und 6. Jahrhunderts in Kent weisen in ihrer Formensprache Verbindungen nach Jütland auf. Ebenso lassen sich dort aber materielle Bezüge zu den stärker gallorömisch geprägten Bereichen der Insel und zum fränkischen Kernland in Nordgallien und am Rhein feststellen.
Der Gründungslegende zufolge sollen die Brüder Hengest und Horsa von König Vortigern angeworben worden sein und Kent als Sold erhalten haben. Nach einer anderen Legende erhielt Hengest von Vortigern Kent als Brautpreis für seine Tochter Rovena. Beide Fälle lassen einen vertraglich geregelten Herrschaftsübergang an die Neusiedler wahrscheinlicher erscheinen als eine gewaltsame Invasion. Ein Weiterbestehen romano-britannischer Strukturen kann nur vermutet werden. Ungewöhnlich im angelsächsischen England war die Selbstbezeichnung Cantwari („Kent-Männer“) mit der ein keltischer Stammesname von den Neuankömmlingen übernommen wurde. Auch in späterer Zeit wich Kent z. B. im Erbrecht und der Landvermessung von den sonst üblichen angelsächsischen Gepflogenheiten ab, was auf romano-britannischen Kultureinfluss hindeutet.

### Blüte

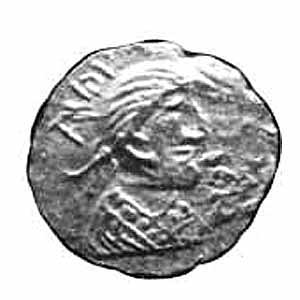
AVDVARLD REGES
Münze des Königs Eadbald (616–640)

Kent lag am Handelsweg zwischen London und dem Kontinent. Bereits im 6. Jahrhundert trug der Handel in Form von Steuern und Zöllen wesentlich zum Wohlstand Kents bei. In Kent gefundene Grabbeigaben weisen eine große Ähnlichkeit mit fränkischen Objekten auf, was auf einen starken kulturellen Einfluss hinweist. Große Bedeutung erlangte das Königreich unter König Æthelberht I. (560 oder um 585–616), der mit Bertha, einer merowingischen Prinzessin verheiratet war. Er empfing den heiligen Augustinus von Canterbury, war ein großer Pfleger und Verteidiger des Christentums und gründete Bistümer in Canterbury, Rochester und die ostanglische Diözese London. Die Gründung zweier Bistümer in Kent weist auf die Verschmelzung von zwei ursprünglichen Königreichen hin, deren Bewohner um 600 noch immer als unterschiedlichen gentes (Volksstämme) zugehörig empfunden wurden. Æthelberht I. galt als 3. englischer Bretwalda („Großkönig“).

### Niedergang
Mit einem Bürgerkrieg begann im Jahr 685 der Niedergang Kents. Usurpatoren und Fremdherrscher aus Wessex und Essex herrschten fast ein Jahrzehnt bis mit Wihtred (690–725) um 692/694 die alte Dynastie wieder an die Macht kam. Nach seinem Tod wurde Kent 725 unter seinen drei Söhnen aufgeteilt, von denen Ealric jedoch bald aus der Geschichte verschwand, während sich Æthelberht II. als Oberkönig im reicheren Ostkent und Eadberht I. in Westkent etablierten. Westkent geriet vermutlich in Abhängigkeit von Æthelbald (716–757) von Mercia. Nach dem Tod Æthelberhts II. im Jahr 762 wurde die Lage Kents instabil: Die Könige wechselten in schneller Folge, einige wurden von Mercia protegiert. Ab 764 scheint Offa von Mercien Kent kontrolliert zu haben. Im Jahr 776 kam es bei Otford zu einer Schlacht zwischen Offa und Ecgberht II. (764–784?) in der Kent offenbar wieder unabhängig wurde. Im Jahr 785 vertrieb oder tötete Offa die einheimischen Herrscher und regierte bis zu seinem Tod im Jahr 796 selbst in Kent. Eine von Eadberht III. Præn (796–798), einem ehemaligen Priester, der vermutlich der Oiscinga-Dynastie entstammte, geführte Revolte wurde 798 durch Cenwulf von Mercia blutig niedergeschlagen. Cenwulf setzte seinen Bruder Cuthred (798–807) als König über Kent ein und übernahm nach dessen Tod 807 selbst die Herrschaft, die er mittels Dekreten aus der Ferne ausübte. Mit Cenwulf Tod 821 erlosch Mercias Vormachtstellung. 825 wurde Mercia bei Ellandun von Egbert von Wessex geschlagen. Baldred (821–um 825), der letzte kentische König, wurde vertrieben. Nach diesem Sieg unterwarfen sich Kent, Surrey, Sussex und Essex der Herrschaft von Wessex. Ab 825 wurde Kent von den Königen von Wessex regiert.
Zunächst war Kent ein Unterkönigreich von Wessex, wurde aber unter König Alfred dem Großen (871–899) zum Shire. Heute ist Kent ein County (Grafschaft) Großbritanniens.

## Könige von Kent
Die kentischen Könige gehörten von den Anfängen bis ins Jahr 764 zur Dynastie der Oiscingas, benannt nach dem König Oeric (Oisc).
| Ostkent (Canterbury) bzw. Alleinherrscher                                 | Westkent (Rochester)                                       |
| ------------------------------------------------------------------------- | ---------------------------------------------------------- |
| Hengest, 455–488 und Horsa, († 455)                                       |                                                            |
| Oeric (Oisc), 488–512                                                     |                                                            |
| Ohta, 512–um 522/539                                                      |                                                            |
| Eormenric, 512/522/539?–560/585                                           |                                                            |
| Æthelberht I., 560 oder um 585–616 (Bretwalda)                            | Eadbald, 604–616/618                                       |
| Eadbald, 616/618–640                                                      | Æthelwald, 616/618–?                                       |
| Earconberht I., 640–664                                                   | Eormenred, vor 640–zwischen 640 und 664                    |
| Ecgberht I., 664–673                                                      | Ecgberht I., 664–673                                       |
| Hlothhere, 673/674–685                                                    | Wulfhere 673–674 (unsicher)                                |
| Eadric, 685–686 (Usurpator)                                               | Eadric, 679–686                                            |
| Mul, 686–687 (Wessex)                                                     | Sighere 686–687 (Essex)                                    |
| Oswine, 688–690/691                                                       | Swæfheard (Swaberht) 687/688–692/694 (Essex)               |
| Wihtred, 690/691–725 (bis um 692/694 gemeinsam mit Swæfheard)             | Wihtred, 692/694–725                                       |
| Æthelberht II., Oberkönig 725–762                                         | Eadberht I., 725–748                                       |
| Ealric, 725–725?                                                          | Eardwulf, 748?–vor 762                                     |
| Eadberht II., 762–um 764                                                  | Sigered, vor 762–764 (aus Essex?)                          |
| Eanmund um 764–765? (unbekannte Herkunft)                                 | Ecgberht II., 764-um 778, alleiniger König um 778–nach 779 |
| Heahberht, um 765–?                                                       |                                                            |
| Ecgberht II., König seit 764 in Westkent, alleiniger König um 778–779/784 |                                                            |
| Ealhmund, 779/784–784/785                                                 |                                                            |
| Offa von Mercien 785–796 (Mercia)                                         |                                                            |
| Eadberht III. Præn 796–798                                                |                                                            |
| Cuthred, 798–807 (Bruder des Königs Cenwulf von Mercia)                   |                                                            |
| Cenwulf, 807–821 (Mercia)                                                 |                                                            |
| Baldred, um 821–um 825 (Mercia)                                           |                                                            |

Ab 825 wurde Kent von den Königen von Wessex regiert.